# Lugi Handboll

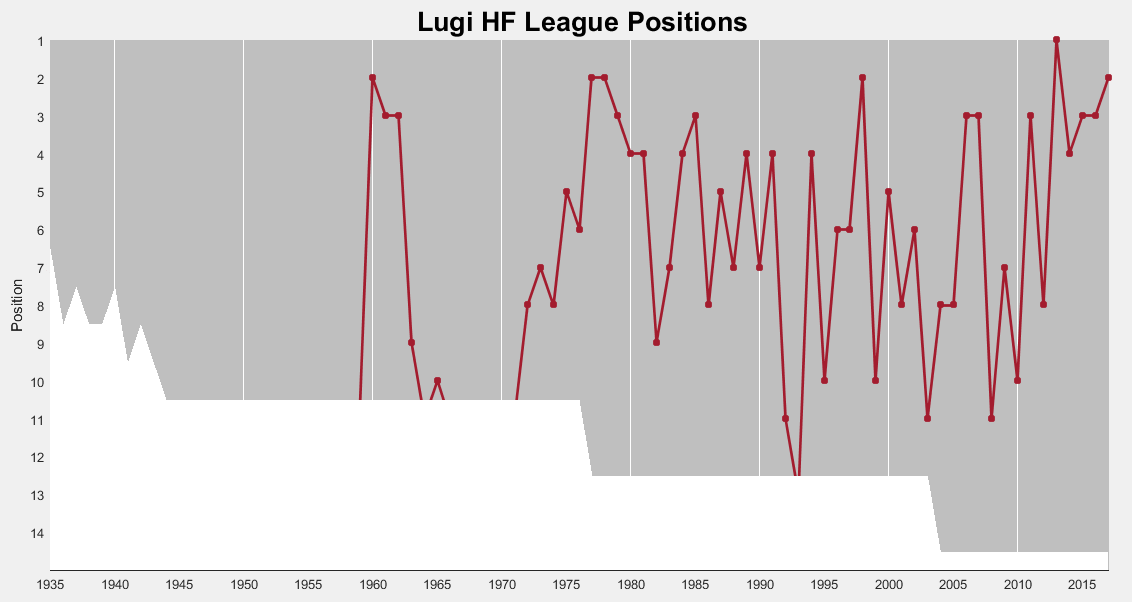
Lugis herrlags placeringar i högsta serien genom åren.

Lugi Handboll, egentligen Lugi Handbollsförening (Lugi HF), bildades våren 1941 som en sektion av idrottsklubben Lugi (bildad 1912) och bedriver handbollsverksamhet för herrar och damer. 1993 omvandlades föreningen Lugi till en alliansförening, vilket innebar att de tidigare sektionerna blev självständiga föreningar, inklusive handbollssektionen.
Representationslagen på både herr- och damsidan är sedan länge etablerade i respektive högsta serie, framför allt herrlaget med över 50 säsonger. Både herr- och damlaget spelar sina hemmamatcher i Sparbanken Skåne Arena.
Säsongen 1979/1980 vann herrlaget sitt, och klubbens, hittills enda SM-guld. Damlaget nådde SM-final säsongerna 2011/2012 och 2012/2013. Bägge åren erhölls SM-silver efter finalförlust mot IK Sävehof.
Man har en lokal rivalitet med H 43, där derbyna lockar stor publik. H 43 är arbetarnas klubb, medan Lugi är akademikernas. Den blå färgen har genom åren varit arbetarklassens symbol och vinrött för akademikerna.
Klubben har också ett utvecklingslag, HK Farmen, både på dam- och herrsidan. HK Farmen spelar 2019 i division 1 både på herr- och damsidan.

## Historia

### Herrlaget
Inledningsvis spelade Lugis herrlag i de lägre divisionerna. 1959 var första spelåret i högsta serien, dåvarande Allsvenskan. 1980 vann laget sitt hittills enda SM-guld. Laget har spelat de flesta säsongerna sedan början av 1970-talet i högsta serien.
Det finns en lång historisk rivalitet med H43 Lund (smeknamn: Blåklockorna), där lokalderbyna dragit stor publik, och H43 varit arbetarklassens lag, medan Lugi akademikernas lag i Lund.  Dessa derby startade 1959 då Lugi tog sig till högsta serien. Det är vid ett av dessa derby publikrekordet från Idrottshallen är satt.
Första storhetsperioden inföll runt 1960. Det året var man ytterst nära att vinna SM-guld men förlorade seriefinalen mot IK Heim på hemmaplan med uddamålet.
Andra storhetsperioden var åren runt 1980. 1978 vann Ystads IF allsvenskan. Lugi mötte Ystad i semifinal. Lugi vann med 2-0 i matcher. Sen förlorade Lugi finalen med 0-2 mot HK Drott. 1979 förlorade Lugi semifinalen till Ystad.  1980 vann man en rafflande final mot Ystad. Efter att ha legat under klart i den tredje avgörande matchen, lyckades man kvittera mot Ystads IF. Sen vann Lugi i förlängningen. 1984 vann Ystads IF åter allsvenskan men besegrades av Lugi i semifinal. Lugi rönte i finalen samma öde som 1978 - förlust mot HK Drott med 0-3 i matcher. Under 1980-talet hade Lugi också framgångar i de europeiska cuperna - se meriter nedan.
1995-1996 kom Lugi på femte plats i Elitserien. I kvartsfinalen besegrade man IFK Skövde med 2-1 i matcher och ställdes mot IK Sävehof i semifinalen. Det blev seger 2-0 i matcher. I finalen förlorade man klart 0-3 mot Redbergslids IK. 
2013-2014 blev Lugi fyra i tabellen och ställdes mot Sävehof i kvartsfinalen. Lugi vann i tre raka matcher. I Semifinalen blev det Skånederby mot IFK Kristianstad. Kristianstad vann första matchen men Lugi lyckades vinna sin hemmamatch. Tredje matchen i Kristianstad Arena tog Lugi hem med 24-23 och man lyckades sedan vinna med 25-23 hemma. Lugi var finalklara med 3-1. Finalen mot Alingsås HK i Malmö Arena 2014 var högdramatisk. Lugi ledde största delen av matchen, men efter en spelarskada på Joacim Ernstsson vände matchen. Alingsås vann med 24-22.

### Damlaget
Laget kom 2006 tvåa i Division 1 Södra men lyckades besegra Kungälvs HK i kvalet med 2-1 i matcher. Sedan dess har man varje år kvalificerat sig för slutspel utom 2021. Laget placerade sig 8:a i serien 2007, 6:a i serien 2008, 6:a i serien 2009.
Fram till och med 2009 hade inte Lugi vunnit en slutspelsmatch. När man kom 3:a 2010 efter att ha gått obesegrade genom hela våren blev det annorlunda. Lugi besegrade Kroppskultur med 3-0 i kvarten och fick sedan möta IK Sävehof i semifinalen. Sävehof inledde med en lätt seger men returen i Lund vann Lugi. Ånyo Sävehofseger i Partille men också Lugi seger i fjärde kvartsfinalen. Allt kom att avgöras i en femte match i Partille som Sävehof lyckades vinna med 24-19. Efter succésäsongen 2010 bytte Lugis damlag tränare, Niklas Harris ersattes av Dragan Brljevic.
Brljevics första säsong, 2010/2011, kom laget andraplats i serien men blev utslagna i semifinal av Eslövs IK.
Säsongen 2011/2012 blev laget tvåa i serien och gick till SM-final efter seger mot Skuru IK i semifinal.
Säsongen 2012/2013 blev laget trea i serien (första gången lagets placering blev sämre), men gick till final efter ny seger mot Skuru IK.
2014 tvåa i serien och utslagna med 2-3 i matcher mot Skuru IK.
2015 fjärde plats i serien och utslagna med 2-3 av Skövde HF i kvartsfinalen.
2016 trea i serien och utslagna i semifinalen mot IK Sävehof.
Lugi var ytterst nära att vinna serien 2017, men en snöplig förlust mot VästeråsIrsta HF gjorde att man tappade seriesegern och fick nöja sig med andraplatsen. I slutspelet mötte man i semifinalen H65 Höör som vann med 3-1 i matcher.
2018 belade man fjärdeplatsen i SHE och slog ut Kristianstad HK i kvartsfinalen men förlorade semifinalen med 1-3 i matcher mot H65 Höör.
2019 kom man på fjärde plats i serien, vann kvartsfinalen mot Önnered med 3-2 men förlorade sedan semifinalen med 1-3 mot Skuru.
2020 tog man sig till ett slutspel som ställdes in och året efter missade man slutspelet för första gången sedan man tog sig upp i serien 2021. Laget gjorde mycket ojämna prestationer, vann mot Sävehof men förlorade flera matcher under våren mot de sämre lagen samtidigt som man fortsatte att besegra de bättre som Skara och Kristianstad.

## Spelartrupper

### Damtruppen 2023/24
| Nr | Land    | Pos | Namn                |
| -- | ------- | --- | ------------------- |
| 1  | Norge   | MV  | Victoria Solli Berg |
| 16 | Sverige | MV  | Tuva Dahlqvist      |
| 2  | Sverige | H9  | Sofia Delac         |
| 4  | Sverige | M9  | Lovisa Delac        |
| 5  | Sverige | H6  | Emma Ekenman Fernis |
| 6  | Sverige | M6  | Filippa Nyman       |
| 7  | Sverige | H9  | Kajsa Lindeberg     |
| 8  | Sverige | V9  | Cornelia Dahlström  |
| 9  | Sverige | M9  | Agnes Lundin        |
| 10 | Sverige | M6  | Malva Carlsson      |

| Nr | Land    | Pos | Namn                  |
| -- | ------- | --- | --------------------- |
| 11 | Sverige | M6  | Ofelia Shoai Hallberg |
| 17 | Danmark | H6  | Alida Haraldsson      |
| 18 | Sverige | V9  | Elise Lönnegren       |
| 19 | Sverige | H9  | Amanda Iséni          |
| 22 | Sverige | V6  | Lova Nyrell           |
| 23 | Sverige | 9M  | Ebba Fossum Schultz   |
| 25 | Sverige | V9  | Lovisa Liljenberg     |
| 26 | Sverige | 9M  | Mira Romberg          |
| 28 | Sverige | M6  | Perla Rainey-Malmberg |
| 29 | Sverige | 9M  | Greta Westerlund      |

### Herrtruppen 2022/23
| Nr | Land    | Pos | Namn                |
| -- | ------- | --- | ------------------- |
| 12 | Sverige | MV  | Victor Hedberg      |
| 16 | Sverige | MV  | Kasper Hall         |
| 2  | Sverige | M6  | Albin Carlsson      |
| 4  | Sverige | M6  | Jacob Söderberg     |
| 6  | Sverige | H6  | Christopher Schnell |
| 7  | Sverige | M9  | Axel Månsson        |
| 8  | Danmark | M6  | Mads Kragh Thomsen  |
| 13 | Sverige | M6  | Adrian Hesslekrans  |
| 14 | Sverige | M9  | Casper Käll         |
| 15 | Sverige | V9  | Axel Janhall        |

| Nr | Land    | Pos | Namn            |
| -- | ------- | --- | --------------- |
| 17 | Sverige | H6  | Adam Wennerholm |
| 20 | Sverige | H9  | Assar Kammenhed |
| 21 | Sverige | H9  | Theo Übelacker  |
| 22 | Sverige | V6  | Axel Andersson  |
| 24 | Sverige | V9  | Fredrik Olsson  |
| 26 | Sverige | V9  | Rasmus Nilsson  |
| 27 | Sverige | H6  | Måns Simonsson  |
| 28 | Norge   | V9  | Jonas Elverhøy  |
| 33 | Sverige | V6  | Oliver Olsson   |

## Meriter

### Damlaget
- Semifinal Cupvinnarcupen 2010
- JSM-guld 2011[9]

### Herrlaget
- SM-guld: 1980
- SM-final: 1978, 1984, 1996 och 2014
- Final i Svenska cupen: 2022
- Semifinal i Europacupen 1980–1981[10]
- Semifinal i Cupvinnarcupen 1984/1985[11]
- Semifinal i EHF-cupen 1985/1986[12]
- JSM-guld herrjuniorer 1970, 1978, 1988, 1990, 1999, 2013, 2018, 2022

## Tränare i urval

### Damlaget
- Niklas Harris (2005–2010)
- Dragan Brljevic (2010–2019)
- Kenneth Andersson (2019–2023)
- Timo Glave (2023–)

### Herrlaget
- Olle Olsson (1982–1990)
- Bertil Andersén (1990–1991)
- Jan Rasmusson (1991–1993)
- Ilija Puljević (1993–1995)
- Ulf Sandgren (1995–1997)
- Ion Vargalui (1997–1999)
- Olle Olsson (1999–2000)
- Pelle Käll och Tomas Westerlund (2000–2001)
- Roland Nilsson (2001–2003)
- Lars Friis-Hansen (2003–2006)
- Magnus "Bagarn" Johansson (2006–2008)
- Ulf Sandgren (2008–2010)
- Johan Zanotti (2010–2011)
- Johan Zanotti och Tomas Axnér (2011–2014)
- Basti Rasmussen (2014–2015)
- Tomas Axnér (2015–2020)
- Marc Uhd (2020–2022)
- Nemanja Milošević (2022–)

## Statistik

### Herrlaget
|    | Namn            | Matcher |
| -- | --------------- | ------- |
| 1. | Anders Hallberg | 434     |
| 2. | Sten Sjögren    | 432     |
| 3. | Oscar Jensen    | 358     |
| 4. | Kristian Meijer | 336     |
| 5. | Mommi Flemister | 324     |

|    | Namn               | Mål   |
| -- | ------------------ | ----- |
| 1. | Sten Sjögren       | 1 790 |
| 2. | Anders Hallberg    | 1 265 |
| 3. | Mommi Flemister    | 1 221 |
| 4. | Niklas Gudmundsson | 1 171 |
| 5. | Jonas Persson      | 1 159 |